# いのちの歴史
『いのちの歴史』（いのちのれきし）は、富士山みえるによる日本の漫画作品。家の光協会が発行する子ども向け月刊誌『ちゃぐりん』で2005年から連載中である。2009年から2010年にかけて汐文社から『世界の偉人伝』という題で単行本が出版されており、2020年から2021年にかけて偕成社からも『世界と日本の人物伝100』という題で単行本の出版された。
日本を含む世界の歴史上の人物を題材とする伝記漫画であり、2021年1月現在で『ちゃぐりん』で連載されている作品としては最長記録を持つ。

## 扱われた人物
マザー・テレサやトーマス・エジソンのように一般的な伝記で扱われる人物のほか、連載誌である『ちゃぐりん』が食育と農業教育をテーマとする雑誌であることもあって農業に携わる人物も扱われている。また、味噌やコウノトリのような発明の歴史やプロジェクトの進展、忠犬ハチ公や上野動物園のゾウのようなヒト以外の動物、ロッチデール先駆者協同組合のような団体を題材とした回もある。
2009年末の坂本龍馬と2010年の岩崎弥太郎（『龍馬伝』）、2012年の平清盛（『平清盛』）、2013年の新島八重（『八重の桜』）、2014年の黒田官兵衛（『軍師官兵衛』）、2015年の吉田松陰（『花燃ゆ』）2016年の真田幸村（『真田丸』）、2017年の井伊直虎（『おんな城主 直虎』）、2018年の西郷隆盛（『西郷どん』）、2019年の金栗四三（『いだてん〜東京オリムピック噺〜』）、2020年の明智光秀（『麒麟がくる』）、2021年の渋沢栄一（『青天を衝け』）は当時のNHK大河ドラマを反映している。
以下、富士山のブログに基づいて掲載順に示す。2011年度1月号と2015年度12月号は休載として扱った。また、2回目の掲載となる人物からはリンクを除去した。右の括弧内には単行本化された際にどの出版社の何巻で扱われたかを示した。
| 2005年度 - マザー・テレサ （汐文1巻、偕成2巻） - 華岡青洲（偕成7巻） - アンネ・フランク （汐文1巻、偕成2巻） - 二宮金次郎 （汐文4巻、偕成9巻） - レイチェル・カーソン （汐文5巻、偕成8巻） - 野國總管 （汐文4巻） - 宮沢賢治 （汐文3巻、偕成4巻） - 荻野吟子 （汐文4巻、偕成7巻） - 野口英世 （汐文4巻、偕成7巻） - ルイ・ブライユ （汐文2巻、偕成9巻） - 浜田広介 （汐文5巻、偕成4巻） - アルベルト・シュヴァイツァー （汐文1巻、偕成7巻） | 2006年度 - 手塚治虫 （汐文5巻、偕成10巻） - マリ・キュリー （汐文2巻、偕成1巻） - 伊能忠敬 （汐文3巻、偕成6巻） - エイブラハム・リンカーン （汐文3巻、偕成2巻） - 田中正造（汐文1巻、偕成2巻） - ヘレン・ケラー （汐文4巻） - ジョン万次郎 （汐文3巻、偕成6巻） - 星野道夫（偕成8巻） - ジャン・アンリ・ファーブル （汐文5巻、偕成8巻） - ベーブ・ルース（偕成3巻） - 円谷英二 （汐文2巻、偕成10巻） - ライト兄弟 （汐文2巻） | 2007年度 - 勝海舟 （汐文3巻、偕成5巻） - トーマス・エジソン （汐文2巻、偕成1巻） - 一休宗純 - ルートヴィヒ・ヴァン・ベートーヴェン （汐文5巻、偕成10巻） - 小泉八雲 （汐文5巻、偕成4巻） - 豊臣秀吉（偕成5巻） - グラハム・ベル （汐文2巻） - 人見絹枝（偕成3巻） - フローレンス・ナイチンゲール （汐文4巻、偕成7巻） - 牧野富太郎 （汐文4巻、偕成8巻） - アルフレッド・ノーベル（偕成1巻） - 西郷隆盛 （汐文3巻、偕成5巻） |

| 2008年度 - ココ・シャネル （汐文3巻、偕成10巻） - 本田宗一郎 （汐文2巻） - チャールズ・チャップリン （汐文1巻、偕成10巻） - 植村直己 - アベベ・ビキラ（偕成3巻） - 丸岡秀子 （汐文1巻） - マハトマ・ガンディー（汐文1巻、偕成2巻） - 平賀源内 （汐文2巻） - アーネスト・トンプソン・シートン （汐文5巻、偕成8巻） - アルベルト・アインシュタイン （汐文2巻） - オードリー・ヘップバーン （汐文1巻、偕成2巻） - 良寛 （汐文3巻、偕成6巻） | 2009年度 - チェ・ゲバラ （汐文3巻、偕成6巻） - 津田梅子 （汐文4巻、偕成9巻） - マーティン・ルーサー・キング・ジュニア （汐文1巻、偕成2巻） - 忠犬ハチ公 - 杉原千畝 （汐文1巻、偕成2巻） - ヴォルフガング・アマデウス・モーツァルト （汐文5巻） - チャールズ・ダーウィン （汐文2巻、偕成1巻） - 坂本龍馬 （汐文3巻、偕成6巻） - 葛飾北斎 （汐文5巻、偕成10巻） - サン・テグジュペリ - 福沢諭吉 （汐文4巻、偕成9巻） - ハンス・クリスチャン・アンデルセン （汐文5巻、偕成4巻） | 2010年度 - 千利休 - ガリレオ・ガリレイ（偕成1巻） - ジャンヌ・ダルク（偕成9巻） - 井澤弥惣兵衛 - 永井隆 - 高橋潔 - 岩崎弥太郎（偕成5巻） - フリードリヒ・ヴィルヘルム・ライファイゼン - ビアトリクス・ポター - 嘉納治五郎（偕成3巻） - 北里柴三郎（偕成7巻） - フレデリック・ショパン |

| 2011年度 - クレオパトラ - 沢村栄治 - フィンセント・ファン・ゴッホ（偕成10巻） - ジョン、トンキー、花子（上野動物園の3頭のゾウ） - ジョン・F・ケネディ（偕成2巻） - 金子みすゞ（偕成4巻） - 白瀬矗（偕成6巻） - 大石内蔵助 - 伊達政宗（偕成5巻） - 西岡京治 - グレース・ケリー | 2012年度 - 平清盛 （汐文4巻、偕成5巻） - 宮本常一 - ユーリ・ガガーリン（偕成6巻） - 前畑秀子（偕成3巻） - 大原幽学 - 与謝野晶子（偕成4巻） - アントニオ・ガウディ（偕成10巻） - 志村源太郎 - 新渡戸稲造（偕成9巻） - アガサ・クリスティー - アメリア・イヤハート - 若月俊一（偕成7巻） | 2013年度 - 新島八重（偕成5巻） - ジュゼッペ・ヴェルディ - 新美南吉（偕成4巻） - 二宮金次郎 - グリム兄弟 - 湯川秀樹（偕成1巻） - 石川理紀之助 - レオナルド・ダ・ヴィンチ（偕成10巻） - 山田方谷 - いわさきちひろ - 黒田官兵衛 - ダイアン・フォッシー |

| 2014年度 - ジャッキー・ロビンソン（偕成3巻） - 坂田武雄 - 南方熊楠（偕成8巻） - 横井時敬 - メアリー・アニング（偕成8巻） - ロアルト・アムンセン - 紫式部（偕成4巻） - ロッチデール先駆者協同組合 - 榎本武揚 - 吉田松陰（偕成9巻） - 夏目漱石（偕成4巻） - 白川静 | 2015年度 - アン・サリバン（偕成9巻） - 大岡忠相 - 古橋廣之進 - 宮脇朝男 - 糸川英夫 - 篤姫（偕成5巻） - 増井光子（偕成8巻） - 真田幸村 - 中谷宇吉郎（偕成8巻） - 丸木俊（偕成6巻） - 徳川家康（偕成5巻） | 2016年度 - 杉山彦三郎（偕成6巻） - ヨハネス・グーテンベルク（偕成1巻） - 賀川豊彦 - 織田幹雄（偕成3巻） - 岩倉具視 - 杉田玄白（偕成7巻） - 高橋浩之（偕成9巻） - コンスタンチン・ツィオルコフスキー（偕成1巻） - 井伊直虎（偕成6巻） - 藤田嗣治 - 丹下ウメ（偕成7巻） - ジョイ・アダムソン |

| 2017年度 - 織田信長（偕成5巻） - 川崎平右衛門 - ネルソン・マンデラ - 香川綾（偕成7巻） - 大畑才蔵 - マイヤ・プリセツカヤ - ソクラテス（偕成1巻） - 坂本龍馬 - 西郷隆盛 - 小林カツ代 - 陶山訥庵 - 高久甚之助 | 2018年度 - 荻村伊智朗（偕成3巻） - 卑弥呼 - フリードリヒ・ライファイゼン - 松田喜一 - 太田貫一 - 鈴木三重吉 - 安藤百福（偕成1巻） - コナン・ドイル（偕成4巻） - 金栗四三（偕成3巻） - 浜口梧陵（偕成9巻） - ワンガリ・マータイ（偕成8巻） - 孔子 | 2019年度 - 江戸川乱歩 - モハメド・アリ（偕成3巻） - 八田與一 - 水野南北 - 薩摩義士と平田靱負 - アンネ・フランク - 松尾芭蕉 - ニール・アームストロング - 徳川光圀 - マリア・カラス（偕成10巻） - 味噌 - 阿部末吉 |

| 2020年度 - 明智光秀 - 菅江真澄 - 加藤清正 - コウノトリ - 富田高慶 - クララ・シューマン - 黒澤酉蔵 - 武田信玄 - 渋沢栄一 - 野鳥を庭に呼ぼう<番外編> - 油屋熊八 - 浜口ミホ | 2021年度 - マリー・アントワネット - 音吉 - 古川勝 - 品川弥二郎 - エルトゥールル号遭難事件と日土関係 |

## 展開
『ちゃぐりん』2005年度5月号から連載が開始。当初は1回につき8ページであったが、2006年度から10ページ、2010年度から12ページに拡大された。板井れんたろうの漫画『いちばん元気くん』の連載が終了したこともあり、2024年3月現在連載中の『ちゃぐりん』の漫画では最長記録となっている。
2009年から2010年にかけて汐文社から全5巻の『世界の偉人伝』として出版され、『ちゃぐりん』連載で扱われた人物のうち50人が掲載された。汐文社が書店ではなく各地の図書館をメインとする会社であったため、図書館へ所蔵されることになった。2020年から2021年には偕成社から全10巻の『世界と日本の人物伝100』として出版された。

### 単行本
- 『世界の偉人伝』
  - 第1巻「平和・人権につくした人たち」（2009年12月、ISBN 978-4811386324）
  - 第2巻「発明・発見・開発に活躍した人たち」（2010年1月、ISBN 978-4811386331）
  - 第3巻「新しい時代を開拓した人たち」（2010年2月、ISBN 978-4811386348）
  - 第4巻「医療・教育につくした人たち」（2010年3月、ISBN 978-4811386355）
  - 第5巻「音楽・芸術・文学で活躍した人たち」（2010年4月、ISBN 978-4811386362）
- 『世界と日本の人物伝100』
  - 第1巻「わくや常識を破った人たち」（2020年2月、ISBN 978-4-03-544510-4）
  - 第2巻「平和と人権解放につくした人たち」（2020年1月、ISBN 978-4-03-544510-4）
  - 第3巻「スポーツを愛した人たち」（2020年2月、ISBN 978-4-03-544530-2）
  - 第4巻「不朽の名作を書いた人たち」（2020年3月、ISBN 978-4-03-544540-1）
  - 第5巻「日本の歴史をつくった人たち」（2020年3月、ISBN 978-4-03-544550-0）
  - 第6巻「自分の生き方をつらぬいた人たち」（2021年1月、ISBN 978-4-03-544560-9）
  - 第7巻「病気と健康について考え続けた人たち」（2021年1月、ISBN 978-4-03-544570-8）
  - 第8巻「自然や動植物を愛した人たち」（2021年1月、ISBN 978-4-03-544580-7）
  - 第9巻「人々を導いた教育者・指導者」（2021年3月、ISBN 978-4-03-544590-6）
  - 第10巻「文化や芸術をつくった人たち」（2021年3月、ISBN 978-4-03-544600-2）

## 評価
日本科学史学会会員の矢島道子は『ちゃぐりん』2014年9月号に掲載されたメアリー・アニングの回について「時代考証といい、登場人物の性格付けといい、なかなかよくできていた」と評価した。また彼女はその理由として『いのちの歴史』のメアリー・アニング回が1965年の児童書『海辺の宝もの』の2012年改訳版に多く基づいていると述べ、生誕200年を機にアニングを題材とする作品群が洗練されていると分析した。
長崎新聞社の緒方秀一郎は『ちゃぐりん』2018年3月号に掲載された陶山訥庵の回について、「対馬を機転と情熱で救った訥庵の生涯が分かりやすく紹介されている」と述べた。陶山は生類憐みの令が発令されていた当時の対馬全島で深刻な食害をもたらしていたイノシシの駆除を敢行し成功した人物であった。